# Turhan Tezol
Turhan Tezol (ur. 9 sierpnia 1932, zm. 27 kwietnia 2014 w Izmirze) – turecki koszykarz.

## Lata młodości
Był synem imigranta z Kawali Mehmeta Şükrü i jego żony Zelihy. Miał czterech braci: Alaettina, Tayyara, Erdoğana i Ayhana i dwie siostry: İnal i Muallę.

## Kariera klubowa
Tezol rozpoczął karierę w klubie Modaspor, z którym trzykrotnie zdobył mistrzostwo Turcji. Po odejściu z tego klubu został zawodnikiem Altınordu SK. Zasłynął z umiejętności dryblingu.

## Kariera reprezentacyjna
W reprezentacji Turcji rozegrał 71 meczów, będąc przez pewien czas jej kapitanem. Wraz z kadrą wystąpił na igrzyskach olimpijskich w 1952, na których zagrał w 2 meczach. Trzykrotnie wystartował również na mistrzostwach Europy: w 1955, 1957 i 1959.

## Losy po zakończeniu kariery
Po zakończeniu kariery pracował jako działacz w izmirskich klubach oraz Tureckiej Federacji Koszykarskiej. Zmarł 27 kwietnia 2014 w Izmirze na raka trzustki. Pochowany został 30 kwietnia 2014 w meczecie Alsancak Hocazade w tym samym mieście.

## Życie prywatne
Był żonaty z Nesrin Gündoğdu, z którą miał dwóch synów: Erhana i Ersina.